# Electra a la tomba d'Agamèmnon
Electra a la tomba d'Agamèmnon és una pintura a l'oli sobre tela obra de l'artista prerafaelita Frederic Leighton acabada el 1869. L'obra està actualment a la Ferens Art Gallery a la ciutat anglesa Kingston upon Hull. Representa l'heroïna de la mitologia grega Electra a la tomba del seu pare.

## Descripció
En aquesta obra, l'artista victorià Frederic Leighton fa servir un dels seus motius més artístics i reeixits: la imatge d'una figura femenina solitària com a focus. A més, aquesta obra també revela que Leighton era un mestre de no només representar temes clàssics, sinó també de crear moviment i pintures memorables.
El tema d'Electra a la tomba d'Agamenón s'inspira en la mitologia grega i el drama. Electra era la filla del rei Agamèmnon. A la llegenda, Agamèmnon va ser assassinat per la seva esposa –i mare d'Electra– Clitemnestra. Aquesta tragèdia fa embogir Electra, i a la pintura, veiem l'angoixa de l'heroïna per la mort del seu pare.
Electra es troba sola al centre de la composició, amb les seves mans al cap en un gest de lamentació. Està coberta d'una llarga túnica fosca, simbolitzant el seu dol. A la dreta d'Electra, hi ha una columna dòrica amb una cistella de flors a sobre. Els detalls restants de la pintura són senzills però subtilment efectius i creen una atmosfera que recorda l'antiga Grècia. A més, els colors ombrívols i apagats –tons terra suaus– reforcen el sentiment de tristesa.
Aquesta pintura comparteix similituds, tant en el tema com en el subjecte amb Lachrymae, un dels treballs posteriors de Leighton. No obstant això, mentre Electra a la tomba d'Agamèmnon tracta d'un esdeveniment del drama clàssic i el mite, Lachrymae demostra que l'artista era capaç de crear pintures amb significats molt més abstractes, amb el mateix èxit.